# Saxifraga boreoolympica
Saxifraga boreoolympica är en stenbräckeväxtart som beskrevs av J. J. Halda. Saxifraga boreoolympica ingår i Bräckesläktet som ingår i familjen stenbräckeväxter. Inga underarter finns listade i Catalogue of Life.